# Список медалістів зимових Олімпійських ігор 1932
III Зимові Олімпійські ігри проходили в американському місті Лейк-Плесід. Всього в змаганнях взяли участь 252 спортсмени з 17 країн світу. Було розіграно 14 комплектів нагород у 7 дисциплінах 4 видів спорту.

## Бобслей
| Дисципліна        | Золото                                                        | Срібло                                                                 | Бронза                                                                   |
| Чоловіки-двійки   | США · Губерт Стівенс · Куртіс Стівенс                         | Швейцарія · Рето Кападрутт · Оскар Геєр                                | США · Джон Гітон · Роберт Мінтон                                         |
| Чоловіки-четвірки | США · Біллі Фіск · Едвард Іган · Кліффорд Грей · Джей О'Браєн | США · Генрі Гомбургер · Персі Браянт · Френсіс Стівенс · Едмунд Гортон | Німеччина · Ганнс Кіліан · Макс Людвіг · Ганс Мельгорн · Себастіан Губер |

## Ковзанярський спорт
| Дисципліна   | Золото              | Срібло                     | Бронза                   |
| 500 метрів   | Джек Ші · США       | Бернт Евенсен · Норвегія   | Александер Гард · Канада |
| 1500 метрів  | Джек Ші · США       | Александер Гард · Канада   | Віллі Логан · Канада     |
| 5000 метрів  | Ірвінг Джаффі · США | Едді Мерфі · США           | Віллі Логан · Канада     |
| 10000 метрів | Ірвінг Джаффі · США | Івар Баллангруд · Норвегія | Франк Стак · Канада      |

## Лижне двоборство
| Дисципліна    | Золото                          | Срібло                | Бронза                      |
| індивідуальні | Йоган Греттумсбротен · Норвегія | Оле Стенен · Норвегія | Ганс Він'яренген · Норвегія |

## Лижні гонки
| Дисципліна      | Золото                     | Срібло                        | Бронза                      |
| Чоловіки: 18 км | Свен Уттерстрем · Швеція   | Аксель Вікстрем · Швеція      | Веллі Саарінен · Фінляндія  |
| Чоловіки: 50 км | Веллі Саарінен · Фінляндія | Вяйнньо Ліїкканен · Фінляндія | Арне Рустадстуен · Норвегія |

## Стрибки з трампліна
| Дисципліна | Золото                 | Срібло              | Бронза                   |
| Чоловіки   | Біргер Рууд · Норвегія | Ганс Бек · Норвегія | Коре Вальберг · Норвегія |

## Фігурне катання
| Дисципліна                | Золото                             | Срібло                                | Бронза                                  |
| Чоловіче одиночне катання | Карл Шефер · Австрія               | Гілліс Графстрем · Швеція             | Монтгомері Вілсон · Канада              |
| Жіноче одиночне катання   | Соня Гені · Норвегія               | Фріці Бургер · Австрія                | Марібел Вінсон · США                    |
| Парне катання             | Андре Брюне · П'єр Брюне · Франція | Беатрікс Лугран · Шервін Баджер · США | Емілія Роттер · Ласло Соллаш · Угорщина |

## Хокей
| Золото | Срібло | Бронза    |
| Канада | США    | Німеччина |